# احمدخانی
احمدخانی، روستایی از توابع بخش مرکزی شهرستان بافت در استان کرمان، کشور ایران است.

## جمعیت
این روستا در دهستان بزنجان قرار دارد و جمعیت آن، براساس سرشماری مرکز آمار ایران در سال ۱۳۹۵، ۲۵ نفر (۸ خانوار) بوده‌است.